# Solvändor
Solvändor (Helianthemum) är ett släkte av solvändeväxter som beskrevs av Philip Miller. Enligt Catalogue of Life ingår Solvändor i familjen solvändeväxter, men enligt Dyntaxa är tillhörigheten istället familjen solvändeväxter.

## Dottertaxa till Solvändor, i alfabetisk ordning[1][2]
- Helianthemum aegyptiacum
- Helianthemum aganae
- Helianthemum aguloi
- Helianthemum almeriense
- Helianthemum alpestre
- Helianthemum antitauricum
- Helianthemum apenninum
- Helianthemum arcticum
- Helianthemum asperum
- Helianthemum assadii
- Helianthemum berterianum
- Helianthemum brachypodium
- Helianthemum bramwelliorum
- Helianthemum broussonetii
- Helianthemum buschii
- Helianthemum bystropogophyllum
- Helianthemum caballeroi
- Helianthemum canariense
- Helianthemum canescens
- Helianthemum canum
- Helianthemum capralense
- Helianthemum caput-felis
- Helianthemum carmen-joanae
- Helianthemum carolipaui
- Helianthemum chevallieri
- Helianthemum ciliatum
- Helianthemum cinereoflavescens
- Helianthemum cinereum
- Helianthemum citrinum
- Helianthemum conchitae
- Helianthemum confertum
- Helianthemum conquense
- Helianthemum coronadoi
- Helianthemum crassifolium
- Helianthemum crespoi
- Helianthemum cretaceum
- Helianthemum creticola
- Helianthemum cretophilum
- Helianthemum croceum
- Helianthemum cuatrecasasii
- Helianthemum cylindrifolium
- Helianthemum dagestanicum
- Helianthemum dianicum
- Helianthemum digeneum
- Helianthemum doumerguei
- Helianthemum edetanum
- Helianthemum ellipticum
- Helianthemum eriocephalum
- Helianthemum fabadoi
- Helianthemum finestratense
- Helianthemum geniorum
- Helianthemum georgicum
- Helianthemum germanipolitanum
- Helianthemum getulum
- Helianthemum glaucescens
- Helianthemum golondrinum
- Helianthemum gonzalezferreri
- Helianthemum gorgoneum
- Helianthemum grandiflorum
- Helianthemum grosii
- Helianthemum guerrae
- Helianthemum hadedense
- Helianthemum heerii
- Helianthemum helianthemoides
- Helianthemum hirtiforme
- Helianthemum hirtum
- Helianthemum humile
- Helianthemum hymettium
- Helianthemum inaguae
- Helianthemum intermedium
- Helianthemum jonium
- Helianthemum juliae
- Helianthemum kahiricum
- Helianthemum kotschyanum
- Helianthemum lagunae
- Helianthemum lasiocarpum
- Helianthemum ledifolium
- Helianthemum leptophyllum
- Helianthemum lippii
- Helianthemum lucentinum
- Helianthemum lunulatum
- Helianthemum mansanetianum
- Helianthemum mariano-salvatoris
- Helianthemum marifolium
- Helianthemum maritimum
- Helianthemum marmoreum
- Helianthemum mathezii
- Helianthemum monspessulanum
- Helianthemum montis-bovis
- Helianthemum morisianum
- Helianthemum motae
- Helianthemum murbeckii
- Helianthemum neopiliferum
- Helianthemum nummularium (Solvända)
- Helianthemum obtusifolium
- Helianthemum oelandicum (Ölandssolvända)
- Helianthemum ordosicum
- Helianthemum ovatum
- Helianthemum pannosum
- Helianthemum papillare
- Helianthemum penyagolosense
- Helianthemum pergamaceum
- Helianthemum perplexans
- Helianthemum petrerense
- Helianthemum pilosum
- Helianthemum polyanthum
- Helianthemum polygonoides
- Helianthemum pomeridianum
- Helianthemum protodianicum
- Helianthemum pseudocinereum
- Helianthemum pseudodianicum
- Helianthemum rigualii
- Helianthemum rupifragum
- Helianthemum salicifolium
- Helianthemum sancti-antonii
- Helianthemum sanguineum
- Helianthemum sauvagei
- Helianthemum schweinfurthii
- Helianthemum scopulicola
- Helianthemum sennenianum
- Helianthemum serranicum
- Helianthemum sessiliflorum
- Helianthemum sicanorum
- Helianthemum sinuspersicum
- Helianthemum somalense
- Helianthemum songaricum
- Helianthemum speciosum
- Helianthemum squamatum
- Helianthemum stipulatum
- Helianthemum strickeri
- Helianthemum strictum
- Helianthemum subhispidulum
- Helianthemum subviscosum
- Helianthemum sulphureum
- Helianthemum supramontanum
- Helianthemum syriacum
- Helianthemum teneriffae
- Helianthemum tholiforme
- Helianthemum thymiphyllum
- Helianthemum tinetense
- Helianthemum tornesae
- Helianthemum triregnorum
- Helianthemum ventosum
- Helianthemum vesicarium
- Helianthemum villosum
- Helianthemum violaceum
- Helianthemum virgatum
- Helianthemum viscarium
- Helianthemum viscidulum
- Helianthemum xixonense
- Helianthemum zheguliense

## Bildgalleri

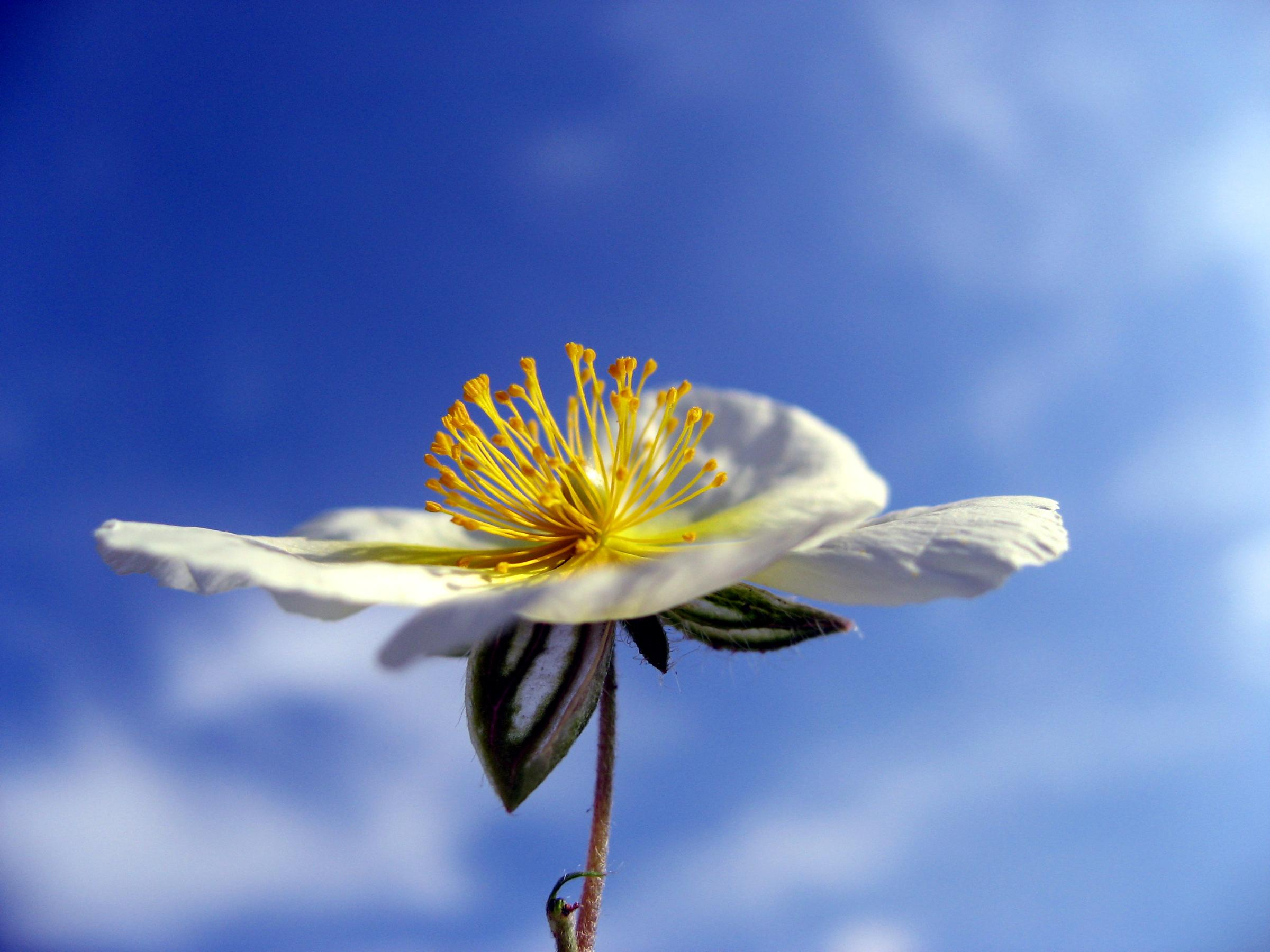
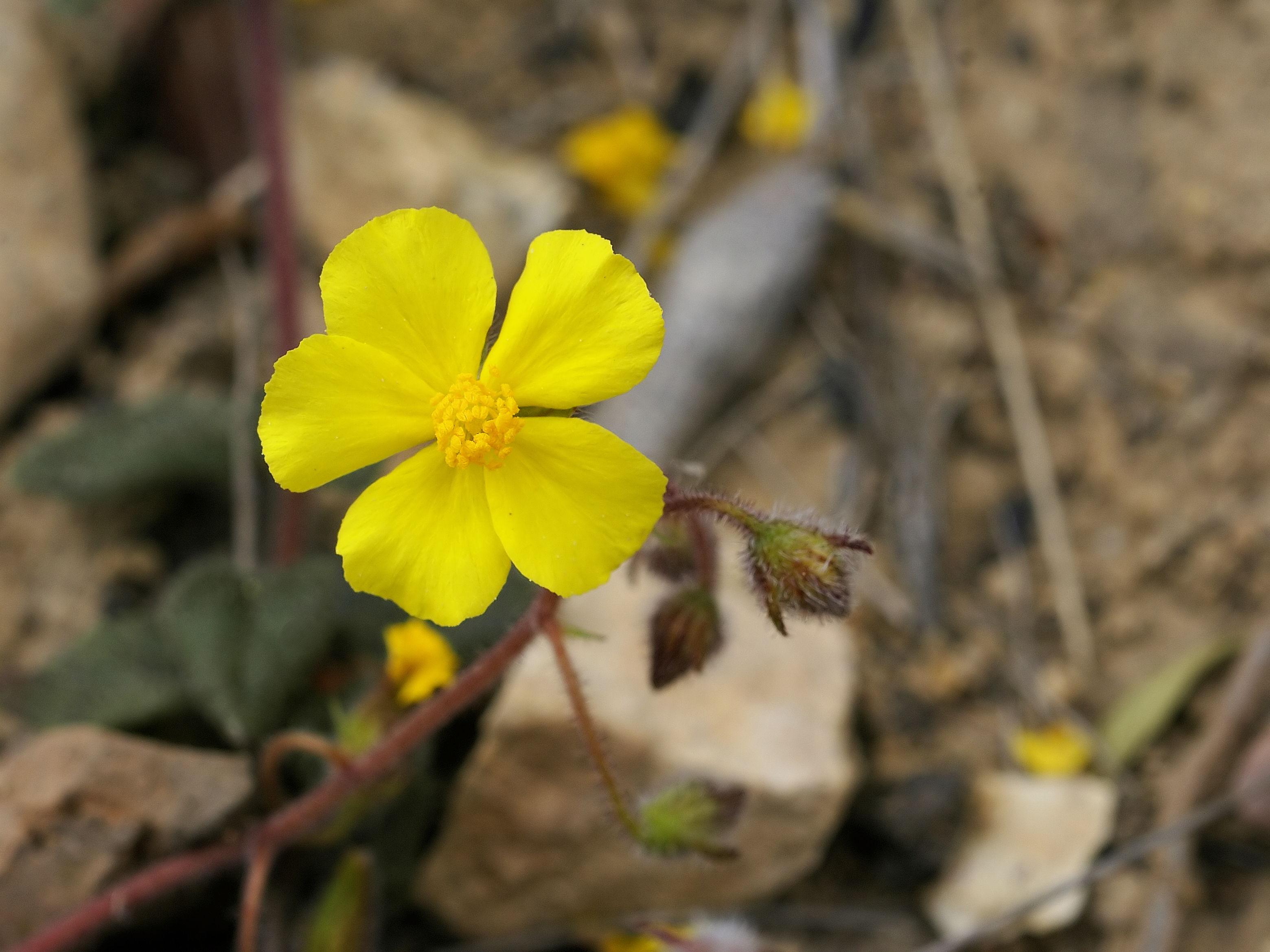
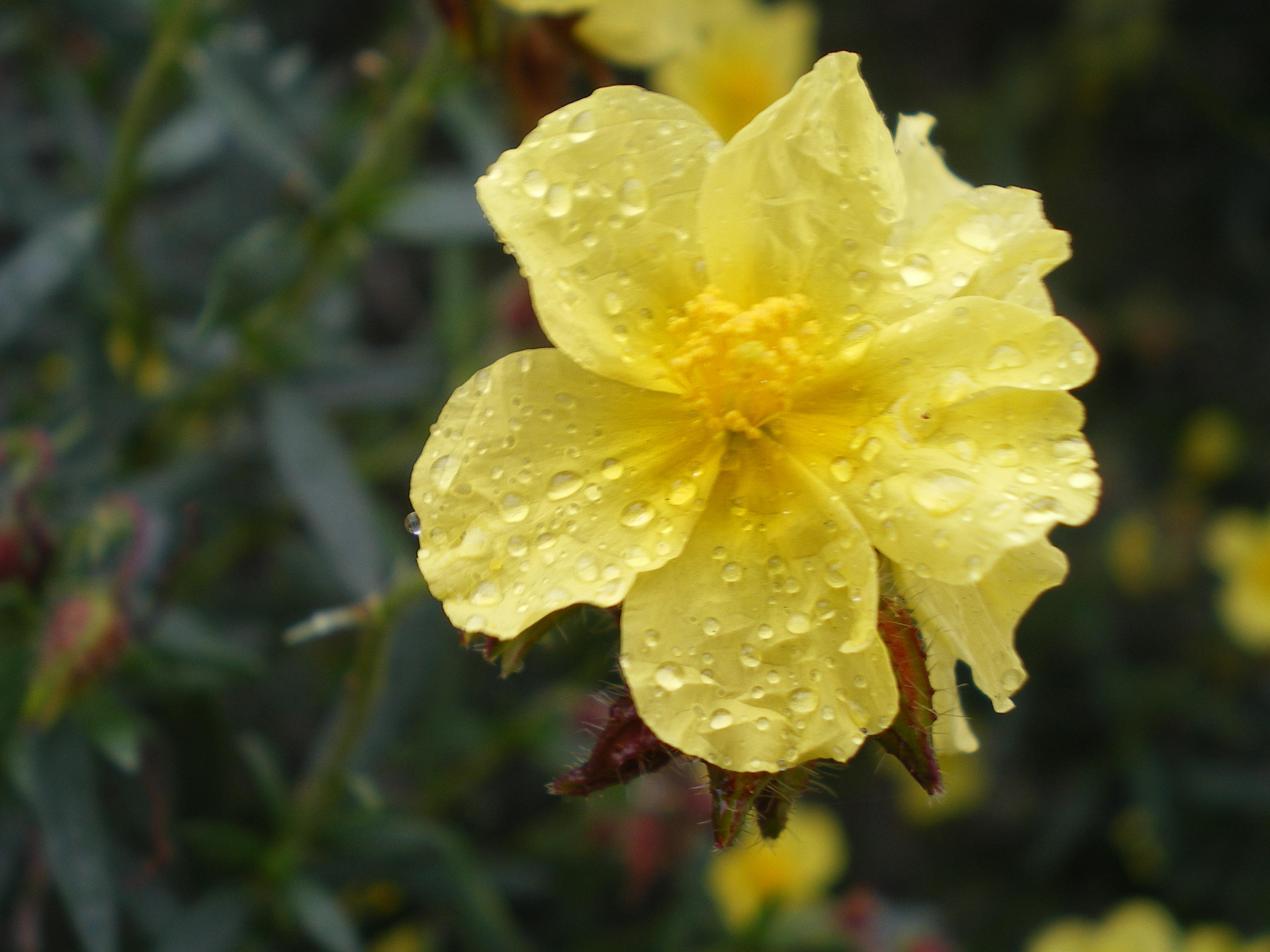
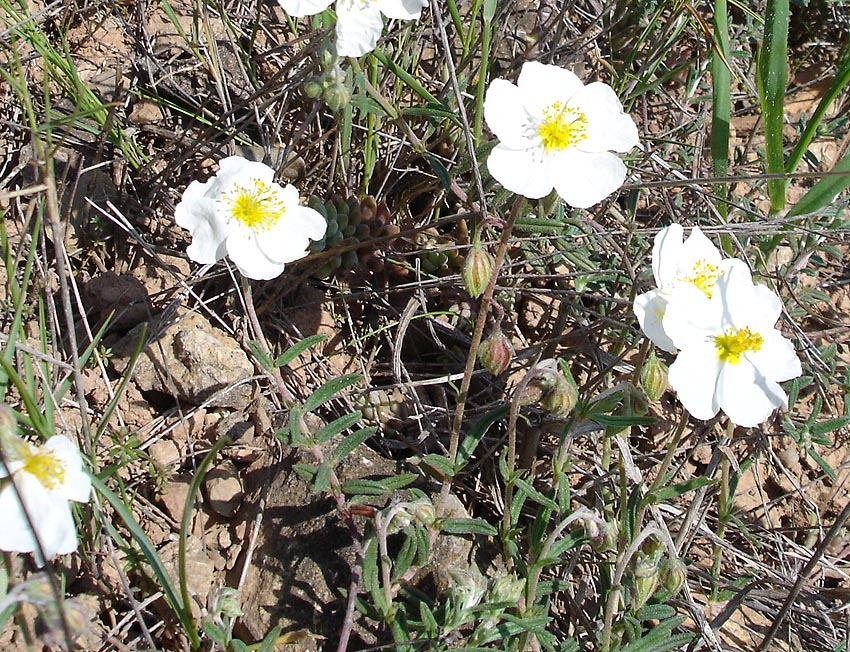
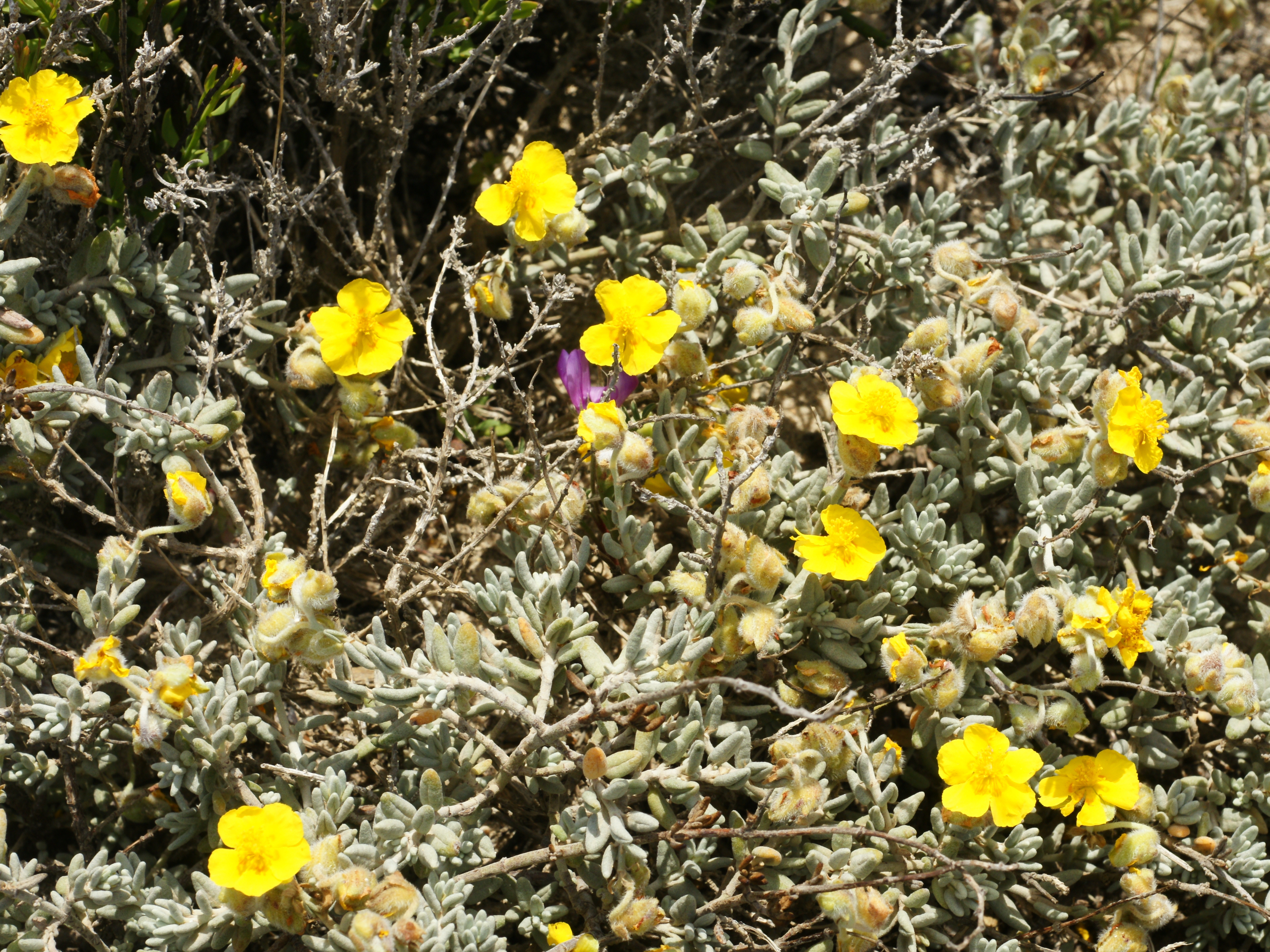
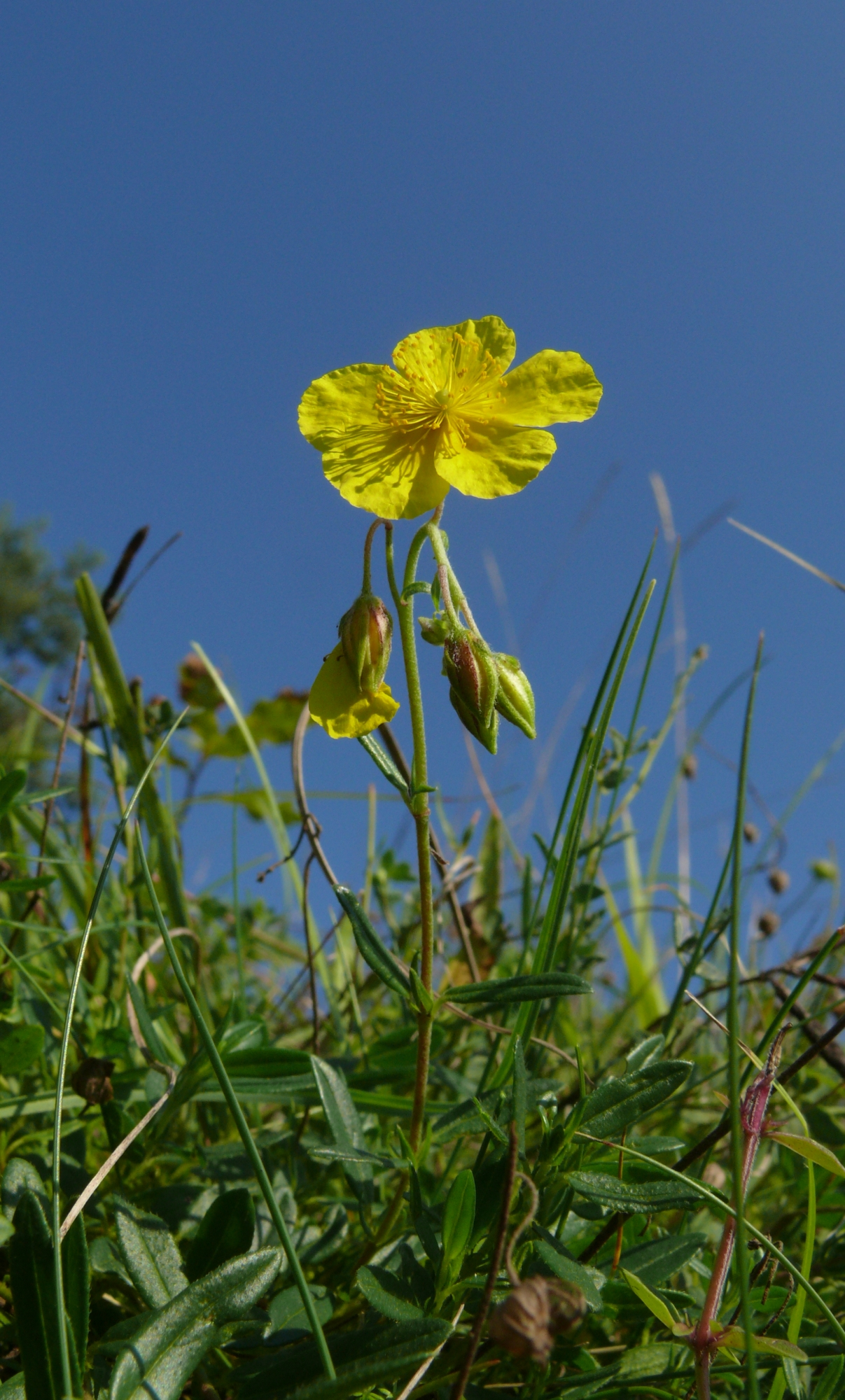